# Records d'Allemagne de cyclisme sur piste
Les records d'Allemagne  de cyclisme sur piste sont les meilleures performances réalisées par des pistards allemands.

## Hommes
| Épreuve                                         | Record    | Cycliste                                               | Date              | Compétition       | Lieu                              | Ref   |
| ----------------------------------------------- | --------- | ------------------------------------------------------ | ----------------- | ----------------- | --------------------------------- | ----- |
| Sprint sur 200 mètres, départ lancé             | 9.479     | Luca Spiegel                                           | 7 août 2024       | Jeux olympiques   | Saint-Quentin-en-Yvelines, France | [ 1 ] |
| Kilomètre contre-la-montre, départ arrêté       | 57.949    | Maximilian Levy                                        | 7 décembre 2013   | Coupe du monde    | Aguascalientes, Mexique           | [ 2 ] |
| Sprint sur 750 mètres par équipes départ arrêté | 41.871    | Rene Enders Robert Förstemann Joachim Eilers           | 5 décembre 2013   | Coupe du monde    | Aguascalientes, Mexique           | [ 3 ] |
| Poursuite individuelle sur 4 000 mètres         | 4:06.232  | Tobias Buck-Gramcko                                    | 14 mai 2022       | Coupe des nations | Milton, Canada                    | [ 4 ] |
| Poursuite par équipes sur 4 000 mètres          | 3:48.861  | Theo Reinhardt Felix Groß Leon Rohde Domenic Weinstein | 3 août 2021       | Jeux olympiques   | Izu, Japon                        | [ 5 ] |
| Record de l'heure                               | 51.755 km | Axel Dopfer                                            | 18 septembre 2024 |                   | Granges, Suisse                   | [ 6 ] |

## Femmes
| Épreuve                                         | Record      | Cycliste                                                | Date            | Compétition           | Lieu                              | Ref    |
| ----------------------------------------------- | ----------- | ------------------------------------------------------- | --------------- | --------------------- | --------------------------------- | ------ |
| Sprint sur 200 mètres, départ lancé             | 10.029 RM   | Lea Friedrich                                           | 9 août 2024     | Jeux olympiques       | Saint-Quentin-en-Yvelines, France | [ 7 ]  |
| Contre-la-montre sur 500 mètres, départ arrêté  | 32.668      | Miriam Welte                                            | 13 août 2022    | Championnats d'Europe | Munich, Allemagne                 | [ 8 ]  |
| Sprint sur 500 mètres par équipes départ arrêté | 31.905      | Lea Friedrich Emma Hinze                                | 2 août 2021     | Jeux olympiques       | Izu, Japon                        | [ 9 ]  |
| Sprint sur 750 mètres par équipes départ arrêté | 45.377      | Pauline Grabosch Emma Hinze Lea Friedrich               | 5 août 2024     | Jeux olympiques       | Saint-Quentin-en-Yvelines, France | [ 10 ] |
| Poursuite individuelle sur 3 000 mètres         | 3:17.572    | Lisa Brennauer                                          | 23 octobre 2021 | Championnats du monde | Roubaix, France                   | [ 11 ] |
| Poursuite par équipes sur 3 000 mètres          | 3:20.824    | Judith Arndt Charlotte Becker Lisa Brennauer            | 4 août 2012     | Jeux olympiques       | Londres, Royaume-Uni              | [ 13 ] |
| Poursuite par équipes sur 4 000 mètres          | 4:04.242 RM | Franziska Brauße Lisa Brennauer Lisa Klein Mieke Kröger | 3 août 2021     | Jeux olympiques       | Izu, Japon                        | [ 14 ] |